# Nematocida
Un nematocida è un prodotto usato per uccidere i nematodi. Il termine viene usato soprattutto per indicare i prodotti impiegati in agricoltura contro i nematodi parassiti delle piante, che appartengono alla categoria dei prodotti fitosanitari. I prodotti usati in medicina e veterinaria contro i nematodi e gli altri vermi parassiti dell'uomo e degli animali appartengono invece alla categoria dei farmaci antielmintici e vengono comunemente chiamati vermicidi o vermifughi.

## Tipologie
I nematocidi usati in agricoltura possono essere divisi in varie categorie a seconda della formulazione, del meccanismo di azione e della composizione chimica.

### Formulazione
In base alla formulazione, i nematocidi possono essere gassosi, liquidi o solidi; in quest’ultimo caso si trovano in forma granulare.

### Meccanismo di azione
In base al meccanismo di azione, i nematocidi si distinguono in fumiganti e non fumiganti. I fumiganti  sono volatili e dopo la somministrazione al terreno passano allo stato gassoso; vengono usati sul terreno nudo prima della semina o del trapianto della coltura a scopo preventivo, agiscono per asfissia e sono efficaci anche contro gli insetti e i funghi. I nematocidi non fumiganti non sono volatili e vengono usati a scopo curativo in presenza della coltura; alcuni agiscono per contatto, altri hanno un’azione sistemica.

### Composizione chimica
In base alla composizione chimica, i nematocidi si dividono in quattro gruppi: 
- aloidrocarburi: comprendono bromuro di metile e cloropicrina
- ditiocarbammati: comprendono il metham-sodium
- carbammati: comprendono aldicarb, carbofuran e carbosulfan
- fosforganici: comprendono fenamifos, phorate, ethoprofos, terbufos e fosthiazate.